# Berber (village)
Pour les articles homonymes, voir Berber.
Berber (Verver en kabyle) est un village de Kabylie de la commune de Timizart, dans la wilaya de Tizi Ouzou, Algérie.

## Géographie
Berber est l'un des trente-cinq villages de la commune de Timizart.
Le village est situé à environ 11 km au nord-est de la ville de Freha et 45 km au nord-est de Tizi Ouzou.
Le village se situe à une altitude comprise entre 550 et 600 mètres, proche du sommet de Tamgout.

## Population
La population de Berber est estimée à 1 500 habitants. Le village est rattaché au Aârch de Ath-Djennad.